# 瓦西里·弗拉索夫
瓦西里·马克西莫维奇·弗拉索夫（羅馬化：Vasiliy Maksimovich Vlasov；1995年6月27日—）是俄罗斯政治人物，第七届和第八届国家杜马代表。自2019年4月起，他担任国家杜马自然资源、财产和土地关系委员会第一副主席。2023年11月1日，他因缺席委员会会议而被解除职务。他的空缺职务由瓦西里娜·库利耶娃取代。

## 制裁
2022年3月24日，美国财政部因2022年俄乌战争而对他实施制裁。